# Sostegno
Sostegno là một đô thị ở tỉnh Biella vùng Piemonte của nước Ý, có vị trí cách khoảng 80 km về phía đông bắc của of Torino và khoảng 20 km về phía đông bắc của Biella. Tại thời điểm ngày 31 tháng 12 năm 2004, đô thị này có dân số 764 người và diện tích là 18,1 km².
Đô thị Sostegno có các frazioni (đơn vị cấp dưới, chủ yếu là làng) Casa del Bosco and Asei.
Sostegno giáp các đô thị: Crevacuore, Curino, Lozzolo, Roasio, Serravalle Sesia, Villa del Bosco.